# Tavibois
 (juillet 2025).
Le domaine Tavibois chevauche la limite des municipalités de Grandes-Piles et d'Hérouxville, dans la MRC Mékinac, en Mauricie, au Québec, au Canada.
Anciennement propriété de la communauté des Filles de Jésus, ce domaine offre divers services toutes saisons aux particuliers, aux familles et aux groupes : hébergement, repas au manoir, salles de rencontre et activités de ple
in air. Dans l'histoire de la Mauricie, ce centre a été un important lieu de rassemblement pour des événements à caractère laïque ou religieux. Grâce au leadership de Mgr Albert Tessier, dès le milieu des années 1950, Tavibois est reconnu comme un lieu de rencontre pour intellectuels et artistes. Ce centre est fort populaire comme colonie de vacances pour l'éducation de la jeunesse.

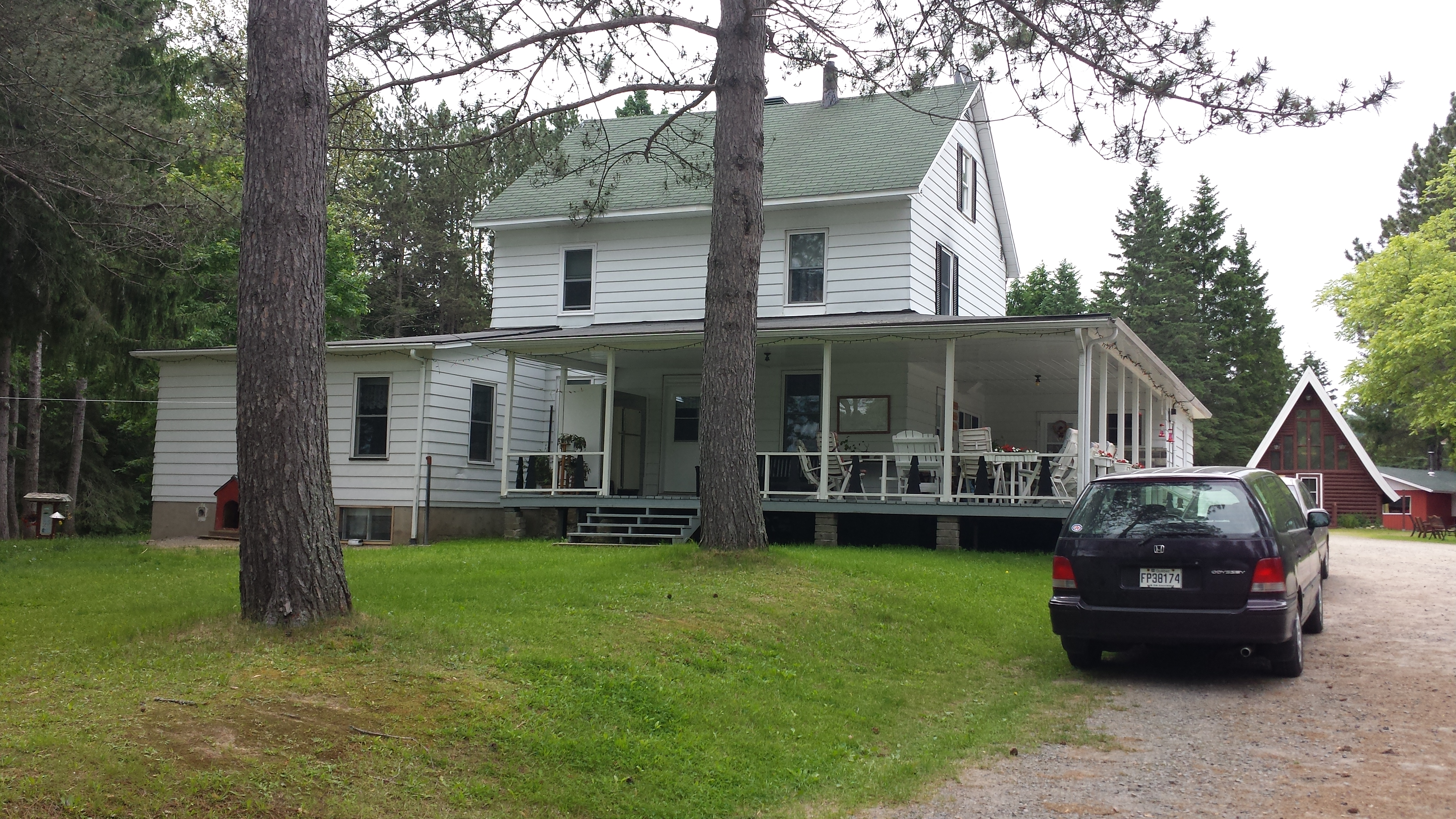
Poste d'accueil anciennement administré par la Communauté des Filles de Jésus

## Géographie

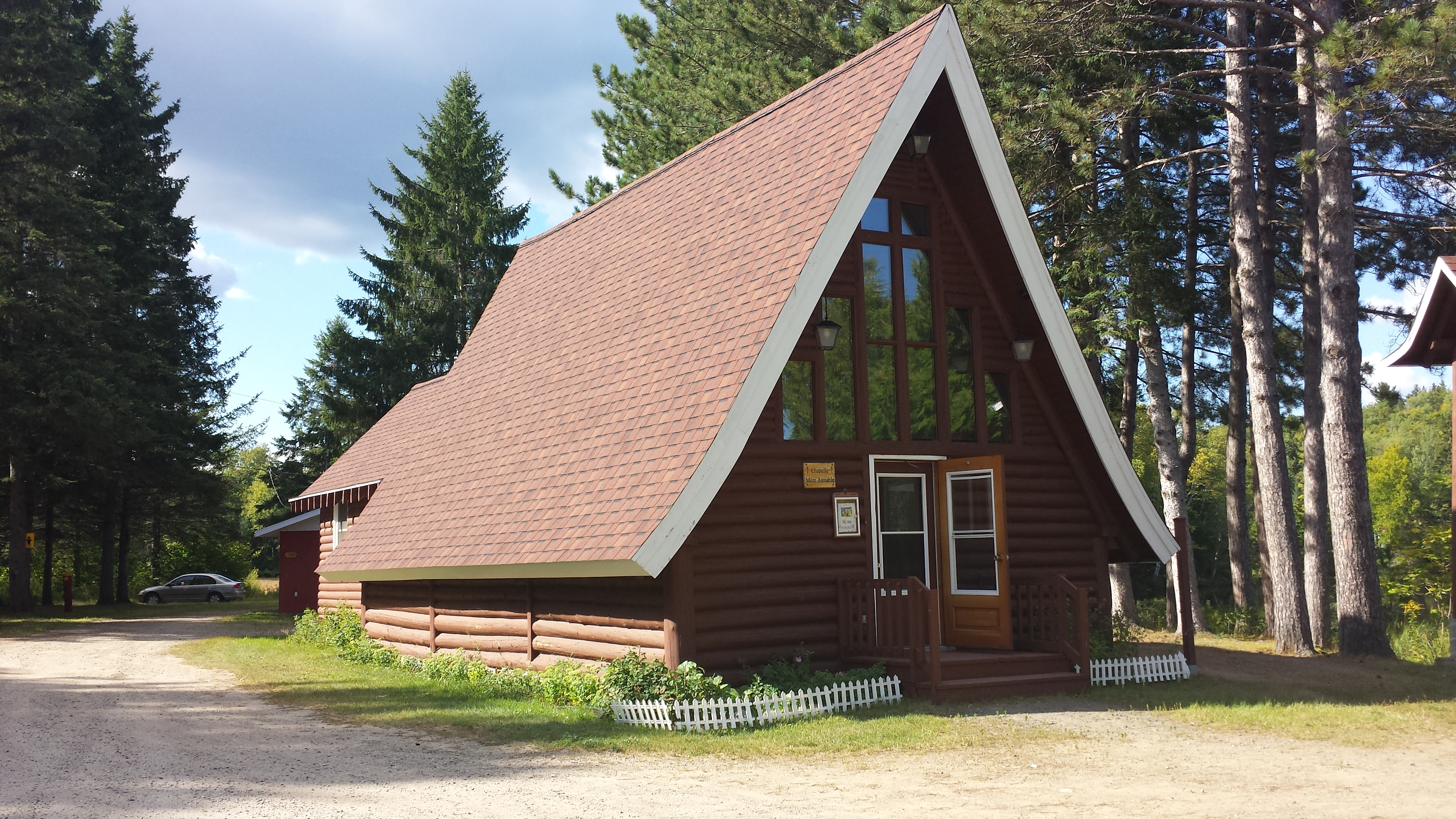
Vue de la chapelle du domaine Tavibois, à Hérouxville, en 2014

Pour atteindre le domaine Tavibois, les visiteurs devront parcourir 4,9 km dans le rang Saint-Pierre-Nord, à partir de l'intersection de la route 153 à Hérouxville, puis tourner à droite à la route "Chemin Tavibois".
Malgré sa proximité avec la rivière Saint-Maurice, soit 3,8 km (mesuré en ligne droite), le domaine Tavibois fait partie du bassin hydrographique de la Batiscanie. La zone entourant le domaine Tavibois comportant plusieurs lieux humides constitue la tête de la Petite rivière Mékinac du Sud, laquelle se déverse à Saint-Tite, dans la rivière Mékinac du Nord. Cette dernière se déverse dans la rivière des Envies, en amont de la ville de Saint-Tite.

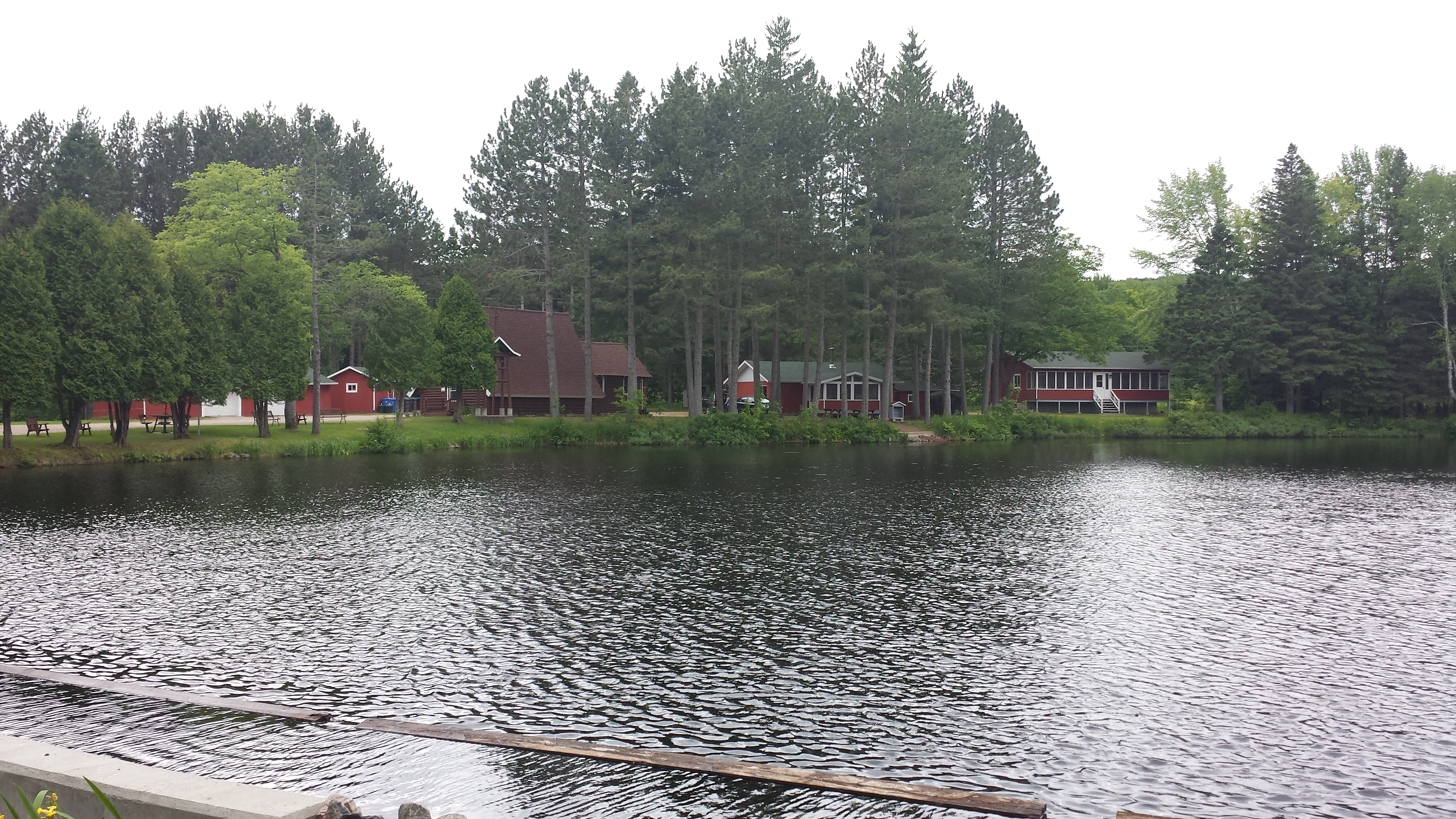
Vue en 2014 des principaux bâtiments au domaine Tavibois, Hérouxville, à partir du barrage du lac Tavibois.

Le domaine Tavibois comporte trois petits lacs artificiels à proximité du centre et comportant chacun un barrage de retenue : Tavibois (niveau supérieur), Léo et Tessier. Toutefois, le barrage de ce dernier a été défait. En amont, dans le territoire de Grandes-Piles, on retrouve le lac à la Truite et le lac Gagnon. Ces lacs se déversent dans la Petite rivière Mékinac du Sud, dont le parcours vers l'Est (soit vers Saint-Tite), est plus ou moins en parallèle au chemin des Petites forges. Ce chemin relie le rang Saint-Pierre-Nord (Hérouxville) au chemin du Haut-du-lac-Sud (Saint-Tite).
Jadis, les forges Saint-Joseph de Saint-Tite étaient en exploitation dans le secteur.
Le premier barrage à l'embouchure du lac Tavibois avait été érigé par Joseph Veillette et Joseph Trottier, afin de contrôler le débit de la Petite rivière Mékinac-Sud.

## Histoire

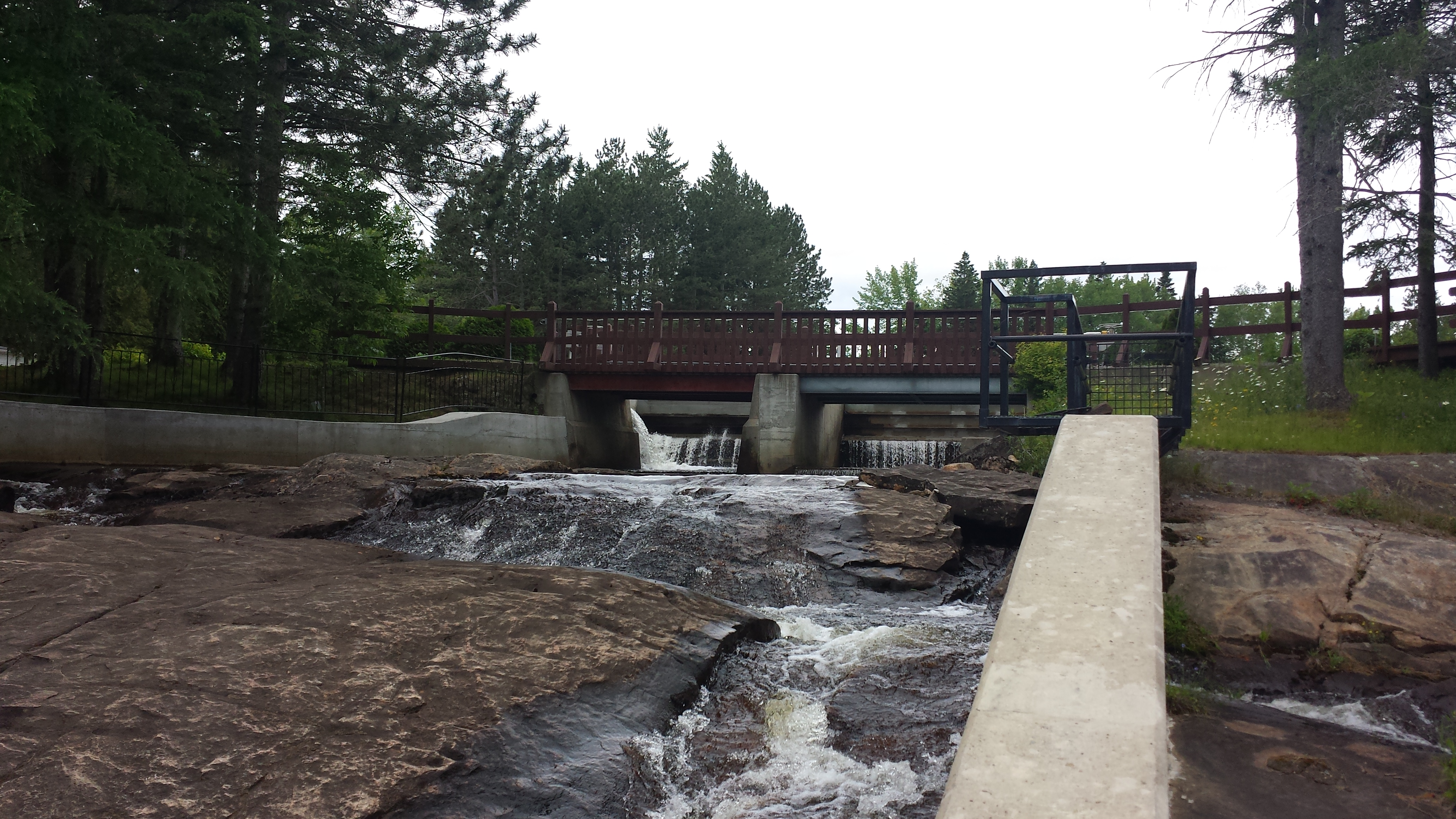
Barrage à l'embouchure du lac Tavibois (plan d'eau supérieur) à Tavibois, à Hérouxville

Jadis, les terres de ce domaine étaient exploitées pour l'agriculture et la foresterie. À la fin du XIXe siècle, John McDougall a acquis ce domaine qui comprenait aussi les forges Saint-Joseph de Saint-Tite où l'on extrayait du minerai de fer. Un ancien haut fourneau avait été construit en 1870. Par la suite les forges ont été abandonnées et un moulin à scie y a été exploité par Donat Rocheleau (fils de Georges Rocheleau) jusqu'à la fin du XIXe siècle. Ce dernier avait acquis le domaine. Une descente de billots avait été installée pour faire passer les billots dans la chute à l'embouchure du lac Tavibois.

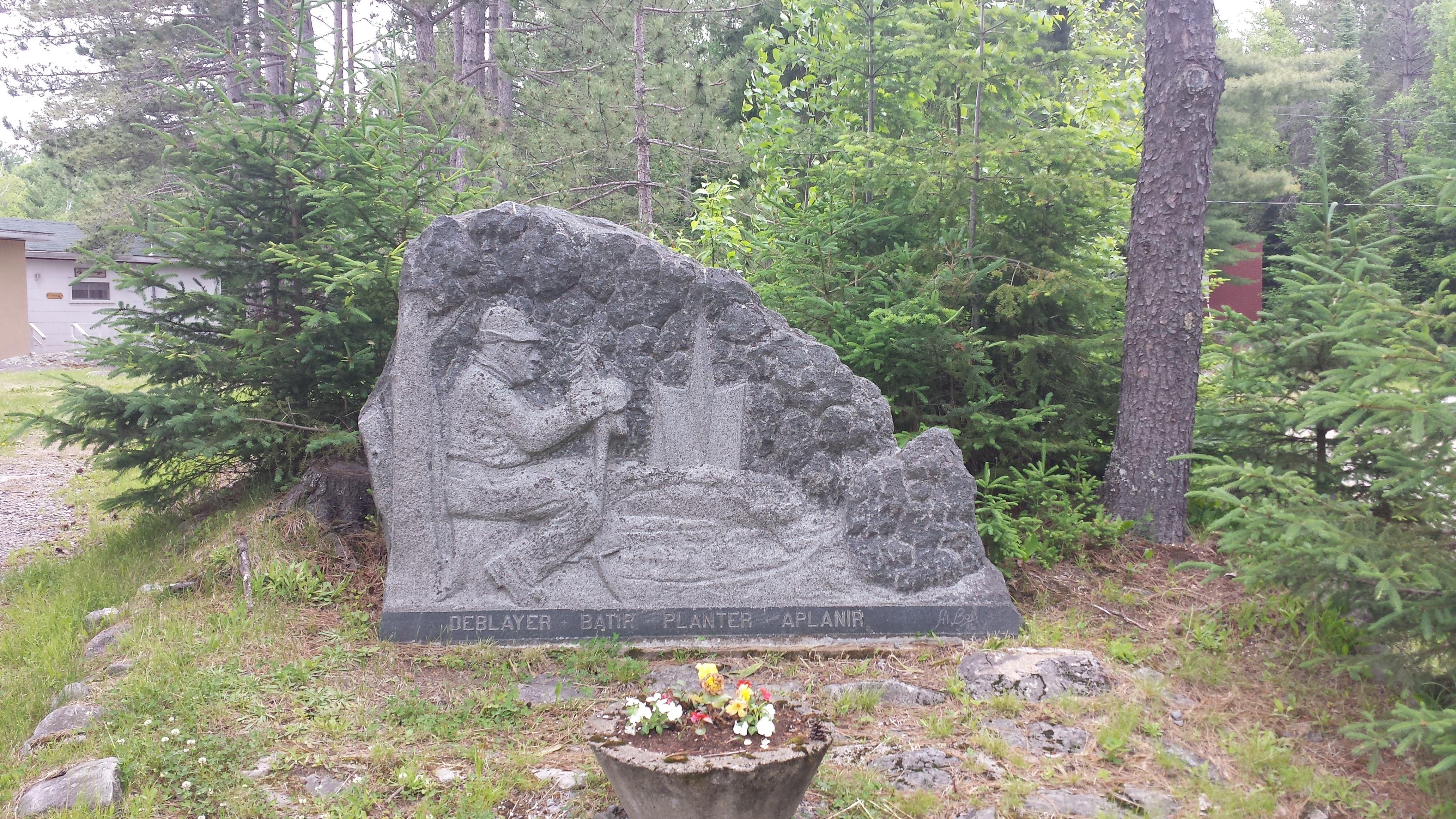
Monument aux pionniers installé sur le domaine de Tavibois, à Hérouxville.

En 1951, le domaine de Tavibois a été acquis par trois copropriétaires, Mgr Albert Tessier, Dr Avila Denoncourt et l'abbé Paul Boivin. Ce terrain comportait 120 hectares, incluant la ferme Rocheleau aussi appelée les Petites Forges. Leur intention première était d'en faire leur club de pêche et un lieu de détente et de recueillement. Le second objectif était d'en faire un projet communautaire de ferme-école. En 1956, les fondateurs signèrent une entente de partition du domaine. Dès l'établissement du domaine Tavibois, Mgr Tessier et le Dr Denoncourt y ont accueilli pour fin de séjour dans la communauté des Filles de Jésus, par l'entretien physique, le développement de site Web et par l'animation. La communauté a alors adopté ce centre avant d'hériter de ce domaine que les Filles de Jésus administrent toujours.
Ce domaine privé a été propriété de la Communauté des Filles de Jésus de 1966 à 2016. Bien que le domaine fasse partie du patrimoine de la communauté, les installations sont ouvertes au public notamment comme lieu de méditation, de recueillement ou de repos. Les familles peuvent louer des chalets à prix modiques; chaque visiteur apporte sa literie et sa nourriture.
Tavibois a accueilli des artistes réputés notamment Jordi Bonet, le poète français Gustave Thibon, Pierre Bourgault, Léo Arbour, Lévis Martin, et de nombreux autres. Avila Denoncourt, l'un des fondateurs de Tavibois, s'est avéré être un artiste-sculpteur de qualité ; plusieurs de ses sculptures se retrouvent au domaine Tavibois.
Depuis 2016, Tavibois est propriété de la Corporation de Développement de Hérouxville, un organisme sans but lucratif.

## Toponymie
La désignation « Tavibois » existe depuis 1951 et se réfère à l'acrostiche formé par les noms des trois fondateurs :
- T pour Tessier (Mgr Albert),
- AVI pour Avila (Dr Avila Denoncourt),
- BOIS pour Boivin (l'abbé Paul Boivin).